# Faustus, the Last Night
Faustus, the Last Night (título original en inglés; en español, Fausto, la última noche) es una ópera con música y texto de Pascal Dusapin inspirado libremente en La trágica historia del doctor Fausto (hacia 1588) de Christopher Marlowe. Se estrenó el 21 de enero de 2006 en la Staatsoper Unter den Linden de Berlín.

## Historia
Faustus, the Last Night es un encargo de la Staatsoper Unter den Linden de Berlín y de la Ópera de Lyon al compositor francés. La génesis de la quinta ópera de Pascal Dusapin tardó diez años, antes de que el compositor escribiera realmente la pieza de 2003 a 2004. 
En las estadísticas de Operabase aparece con 6 en el período 2005-2010, siendo la 3.ª ópera en número de representaciones de Dusapin. Entre esas representaciones se encuentra la del estreno, el 21 de enero de 2006 bajo la dirección de Michael Boder con puesta en escena de Peter Mussbach con Georg Nigl (Faustus), Hanno Müller-Brachmann (Méphistophélès), Robert Wörle (Sly), Jaco Huijpen (Togod), Caroline Stein (el ángel) en los papeles principales. Después se representó en la Ópera de Lyon y en los Estados Unidos en el Festival de Spoleto USA en junio de 2007.